# Piano Man (EP)
Piano Man là mini album thứ hai của nhóm nhạc Hàn Quốc Mamamoo. Được phát hành bởi WA Entertainment  vào ngày 21 tháng 11 năm 2014 và phân phối bởi CJ E&M Music. Bao gồm hai bài hát--- single cùng tên và "Gentleman", hợp tác với Esna. Về âm nhạc, album được lấy cảm hứng từ retro và ca khúc chủ đề được miêu tả là một bài hát electronic swing dance.

## Phát hành và bảng xếp hạng
Ngày 5 tháng 11 năm 2014, Mamamoo thông báo rằng album mới sẽ được phát hành sau đó trong tháng. Mini album thứ hai của nhóm, Piano Man, ban đầu được dự kiến sẽ phát hành vào ngày 20 tháng 11, nhưng việc phát hành đã bị trì hoãn một ngày vì MV vẫn chưa hoàn thành trong lúc đó. Album digital và kèm với MV được phát hành vào ngày 21 tháng 11, và phiên bản CD được phát hành vào ngày 1 tháng 12. Album xuất hiện trên Gaon Album Chart với vị trí thứ 8 trong tuần đầu tiên của tháng 12, và 1,701 bảng được bán ra trong tháng đó. Ca khúc chủ đề ra mắt tại vị trí 87 trên Gaon Digital Chart và thứ 41 vào tuần sau đó. Album trở lại trên  Gaon Album Chart và đạt vị trí thứ 17 vào tháng 11 năm 2015 sau khi Mamamoo đã đạt được sự chú ý của công chúng với chiến thắng của họ trên Immortal Songs: Singing the Legend.

## Quảng bá
MV cho "Piano Man" được đạo diễn bởi anh trai của BoA Kwon Soon-wook của công ty sản xuất video Metaoloz. Được theo hướng retro làm liên tưởng đến những 1960 và năm 1970 và chủ yếu là màu trắng đen, với màu sắc dùng để nhấn mạnh. Được diễn ra trong một quán bả nhạc jazz và feat. Gongchan thành viên của nhóm nhạc B1A4, mặc trenchcoat và fedora, như là "piano man". Các thành viên Mamamoo đóng vai là một ca sĩ, người pha chế rượu, người kinh doanh, và vũ công tất cả mọi người cố gắng quyến rũ nghệ sĩ piano. Vũ đạo của bài hát được nhóm dàn dựng, và những cảnh khiêu vũ được quay trên con phố bằng gạch.
Mamamoo quảng bá album với việc trình diễn "Piano Man" trên các chương trình âm nhạc khác nhau. Bài hát được biểu diễn đầu tiên trên The Show vào ngày 18 tháng 11, ba ngày trước ngày album phát hành. Nhóm trình diễn phiên bản remix vào số đặc biệt cuối năm, bao gồm trên Music Bank và Show! Music Core. Nhóm cũng biểu diễn bài hát trên Gaon Chart K-Pop Awards vào tháng 1 năm 2015, nơi nhóm nhận giải New Female Artist of the Year.

## Danh sách bài hát
Tất cả lời bài hát được viết bởi Kim Eana; tất cả nhạc phẩm được soạn bởi Kim Do-hoon và Esna, và arranged bởi Kim Do-hoon.
| STT              | Nhan đề                       | Thời lượng |
| ---------------- | ----------------------------- | ---------- |
| 1.               | "Piano Man"                   | 3:15       |
| 2.               | "Gentleman" (với Esna)        | 3:40       |
| 3.               | "Love Lane"                   | 3:21       |
| 4.               | "Piano Man" (phiên bản Piano) | 3:15       |
| 5.               | "Piano Man" (Instrumental)    | 3:17       |
| Tổng thời lượng: | Tổng thời lượng:              | 13:27      |

## Bảng xếp hạng
| Bảng xếp hạng (2014)  | Vị trí cao nhất |
| --------------------- | --------------- |
| Hàn Quốc Album (Gaon) | 8               |